# Джонстон, Мо
Мо́рис Джон Ги́блин Джо́нстон (англ. Maurice John Giblin "Mo" Johnston; 13 апреля 1963, Глазго, Шотландия) — шотландский футболист, нападающий. Известен по выступлениям за «Селтик», «Рейнджерс», «Канзас-Сити Уизардз» и сборную Шотландии. Участник чемпионата мира 1990 года.
Джонстон является вторым футболистом после Элфи Конна, со времён Второй мировой войны, который выступал и за «Рейнджерс», и за «Селтик».

## Клубная карьера
Джонстон начал свою профессиональную карьеру в клубе «Партик Тисл». В сезоне 1980/81 он дебютировал за команду в шотландской Премьер-лиге. Почти сразу Мо проявил свои бомбардирские качества и за два сезона в 85 встречах забил 41 гол. В 1983 году с шотландским нападающим подписал контракт английский «Уотфорд». Сумма трансфера составила 200 тыс. фунтов. В своём первом сезоне Джонстон забил 20 мячей в 29 матчах и помог клубу дойти до финала Кубка Англии. В 1984 году Мо вернулся на родину, подписав соглашение с «Селтиком». В первом же сезоне Джонстон стал обладателем Кубка Шотландии в составе «кельтов», а в следующем помог команде выиграть шотландскую Премьер-лигу. За «Селтик» он забил 72 мяча в 128 встречах во всех соревнованиях. В 1987 году Мо наряду со своими партнёрами по нападению Аланом Макиналли и Брайаном Макклером покинул клуб.
Летом того же года он перешёл во французский «Нант». Во Франции Джонстон забивал в каждом третьем матче. Мо также заявил, что не вернется в Шотландию, но к концу контракта с «канарейками» он изменил своё решение и рассказал о договорённости с «Селтиком». Из-за финансовых разногласий он не подписал контракт с «кельтами», а перешёл в стан их злейших врагов «Рейнджерс». Болельщики обеих команд были в ярости, фаны «рейнджеров» грозились сжечь абонементы, а фанаты «Селтика» прозвали Мо Иудой. Джонстон прекратил эти споры, когда в финальном поединке против своей бывшей команды забил победный гол в компенсированное время и принёс «Рейнджерс» чемпионство. В том же году Мо во второй раз стал обладателем Кубка Шотландии, а через год в третий раз выиграл чемпионат.
В 1991 году он перешёл в английский «Эвертон». Сумма трансфера составила 1,5 млн фунтов. В составе ирисок Мо образовал трезубец нападения с Тони Котти и Питером Бирдсли. Забив всего 10 мячей за два сезона, Джонстон покинул клуб по свободному трансферу. В 1993 году Мо вернулся в Шотландию, где без особого успеха выступал за «Харт оф Мидлотиан» и «Фалкирк». В 1996 году он получил приглашение из США от вновь созданной лиги соккера MLS. Джонстон подписал соглашение с «Канзас-Сити Уизардз». За «волшебников» Мо провёл более 100 матчей и забил 31 гол и помог клубу выиграть Кубок MLS и MLS Supporters’ Shield. В 2001 году он завершил карьеру футболиста, но остался в США работать тренером. Джонстон был наставником «Нью-Йорк Ред Буллз» и канадского «Торонто».

## Международная карьера
28 февраля 1984 года в матче против сборной Уэльса Джонстон дебютировал за сборную Шотландии. В той же встрече он забил свой первый гол за национальную команду. В 1986 году Мо был исключён Алексом Фергюсоном из заявки сборной на Чемпионат мира в Мексике, за нарушение режима. В отборочном цикле к Чемпионату мира в Италии Мо стал лучшим бомбардиром в своей группе, забив 6 мячей. В 1990 году он попал в заявку национальной команды на первенство мира. На турнире Джонстон сыграл в матчах против сборных Коста-Рики, Бразилии и Швеции. В поединке против шведов он реализовал пенальти.

### Голы за сборную Шотландии
| #   | Дата             | Место                                    | Противник         | Результат | Соревнование                            |
| --- | ---------------- | ---------------------------------------- | ----------------- | --------- | --------------------------------------- |
| 01. | 28 февраля 1984  | Хэмпден Парк, Глазго, Шотландия          | Уэльс             | 2:1       | Домашний чемпионат Великобритании       |
| 02. | 12 сентября 1984 | Хэмпден Парк, Глазго, Шотландия          | Югославия         | 6:1       | Товарищеский матч                       |
| 03. | 14 ноября 1984   | Хэмпден Парк, Глазго, Шотландия          | Испания           | 3:1       | Чемпионат мира 1986 отборочный турнир   |
| 04. | 14 ноября 1984   | Хэмпден Парк, Глазго, Шотландия          | Испания           | 3:1       | Чемпионат мира 1986 отборочный турнир   |
| 05. | 12 ноября 1986   | Хэмпден Парк, Глазго, Шотландия          | Люксембург        | 3:0       | Чемпионат Европы 1988 отборочный турнир |
| 06. | 17 февраля 1988  | Король Фахда, Эр-Рияд, Саудовская Аравия | Саудовская Аравия | 2:2       | Товарищеский матч                       |
| 07. | 14 сентября 1988 | Уллевол, Осло, Норвегия                  | Норвегия          | 2:1       | Чемпионат мира 1990 отборочный турнир   |
| 08. | 19 октября 1988  | Хэмпден Парк, Глазго, Шотландия          | Югославия         | 1:1       | Чемпионат мира 1990 отборочный турнир   |
| 09. | 8 февраля 1989   | Цирион Атлетик Центр, Лимасол, Кипр      | Кипр              | 3:2       | Чемпионат мира 1990 отборочный турнир   |
| 10. | 8 марта 1989     | Хэмпден Парк, Глазго, Шотландия          | Франция           | 2:0       | Чемпионат мира 1990 отборочный турнир   |
| 11. | 8 марта 1989     | Хэмпден Парк, Глазго, Шотландия          | Франция           | 2:0       | Чемпионат мира 1990 отборочный турнир   |
| 12. | 26 апреля 1989   | Хэмпден Парк, Глазго, Шотландия          | Кипр              | 2:1       | Чемпионат мира 1990 отборочный турнир   |
| 13. | 19 мая 1990      | Хэмпден Парк, Глазго, Шотландия          | Польша            | 1:1       | Чемпионат мира 1990 отборочный турнир   |
| 14. | 16 июня 1990     | Луиджи Феррарис, Дженоа, Италия          | Швеция            | 2:1       | Чемпионат мира 1990                     |

## Достижения
Командные
 «Селтик»
- Чемпионат Шотландии по футболу — 1986
- Обладатель Кубка Шотландии — 1985

 «Рейнджерс»
- Чемпионат Шотландии по футболу — 1990
- Чемпионат Шотландии по футболу — 1991
- Обладатель Кубка Шотландии — 1990

 «Канзас-Сити Уизардз»
- Обладатель Кубка MLS — 2000
- Обладатель MLS Supporters’ Shield — 2000